# Kubadabadpaleis
Het Kubadabadpaleis was een paleis aan de oever van het Meer van Beyşehir, dat de sultan van Rûm, Alaeddin Keykubad I, in de jaren 1220-1230 liet bouwen als zomerresidentie.
Van het paleis restten enkel beschrijvingen tot het werd gelokaliseerd door archeologen in 1949. De belangrijkste archeologische vondsten zijn stervormige, geglazuurde tegels met verschillende afbeeldingen: van de zon en de maan als mensengezichten, van zittende mensen of van dieren. Deze tegels worden tentoongesteld in het Karataymuseum in Konya.